# Desmia viduatalis
Desmia viduatalis là một loài bướm đêm trong họ Crambidae.